# 紀元前33年
紀元前33年（きげんぜん33ねん）。

## 他の紀年法
- 干支 : 戊子
- 日本
  - 崇神天皇65年
  - 皇紀628年
- 中国
  - 前漢 : 竟寧元年
- 朝鮮
  - 高句麗 : 東明聖王5年
  - 新羅 : 赫居世25年
  - 檀紀2301年
- 仏滅紀元 : 511年
- ユダヤ暦 : 3728年 - 3729年

## できごと

### ローマ
- アレクサンダー・ヘリオスがメディア王国のイオタパ姫と結婚した。
- アウグストゥスが2度目の執政官となった。もう1人はルキウス・ウォルカキウス・トゥッルスだった。

### 日本
- 皇年代略記や神社縁起によれば、崇神天皇65年（紀元前33年）に熊野本宮大社が創建されたと伝わる[1]。

## 死去
- ティベリウス・クラウディウス・ネロ（紀元前85年生）
- 元帝 (漢)（紀元前75年生）